# Leptolaena gautieri
Leptolaena gautieri là một loài thực vật có hoa thuộc họ Sarcolaenaceae.
Loài này chỉ có ở Madagascar.
Môi trường sống tự nhiên của chúng là rừng]] ẩm vùng đất thấp nhiệt đới hoặc cận nhiệt đới.
Chúng hiện đang bị đe dọa vì mất môi trường sống.